# Gamlakarleby Bollklubb
Gamlakarleby Bollklubb (GBK) är en fotbollsförening i Karleby i Mellersta Österbotten. Föreningen grundades år 1924 och dess representationslag har de senaste åren spelat i Tvåan i Finland. Föreningens damlag spelade på den högsta serienivån säsongen 2013.

## Hemmaarena
GBK spelar sina hemmamatcher vid centralplanen i Karleby, som har en publikkapacitet på cirka 3 000 personer, varav 800 är sittplatser. Centralplan invigdes den 14 juli 1935 då GBK slog tillbaka lillebror KPV med klara 5-0.

## Föreningens historia
GBK grundades år 1924 och är därmed en av Finlands äldsta fotbollsföreningar. GBK koncentrerar sin verksamhet numera på fotboll men föreningen bedrev även bandy- och ishockeyverksamhet ända fram till 1950-talet. Ishockeylaget Hermes HT bildades år 1953, då GBK:s och KPV:s hockeyspelare slog sig samman.
GBK har de senaste åren huvudsakligen spelat i division 2 och sporadiskt i division 1, men laget har även lång tradition av spel på den högsta nivån i Finland under 1950-, 1960- och 1970-talen.

### Rivalitet
Karleby är en tvåspråkig stad och detta återspeglas tydligt inom fotbollen. Förvisso har språkgränser varit viktiga mellan lag i andra städer (exempelvis IFK Helsingfors/Kronohagens IF vs. HJK/HPS i Helsingfors och IFK Åbo vs. TPS i Åbo) men dessa är vanligen inte lika skarpa numera. I Karleby är dock GBK uttalat de svenskspråkigas lag, medan KPV är lika uttalat ett lag för finskspråkiga. Genom historien har de turats om att vara stadens främsta lag, för närvarande (2015) spelar klubbarna i samma serie. Lagen delar även hemmaplan, Karleby centralplan.

## Föreningens nuvarande verksamhet
GBK har idag, 90 år efter sitt grundande, mycket mångsidig verksamhet. Föreningens aktivitet är tvåspråkigt och den består av bl.a. elitfotboll, damfotboll, ungdoms- och knattefotboll och turneringsverksamhet. GBK har också lag för personer med specialbehov.
Föreningen deltar med ca 30 lag i olika serier och de registrerade spelarnas antal är ca 600.

## Kokkola Cup
Ett verkligt styrkebevis är fotbollsturneringen Kokkola Cup, som arrangeras årligen av GBK i mitten av juli. Förutom föreningen, har funktionärer och föräldrar till spelare en viktig roll beträffande arrangemanget av den fyra dagar långa turneringen. Turneringen lockade år 2014 ca 340 lag till Karleby vilket gör Kokkola Cup till Finlands andra till största fotbollsturnering efter Helsinki Cup som ordnas i Helsingfors.
Kokkola Cup startade 1981 med Lars-Erik Stenfors som initiativtagare och med GBK som arrangör. Turneringen har utvecklats positivt och antalet lag har växt från 50 lag i starten till över 300 lag idag. Under 32 års tid har sammanlagt ca 7 000 lag deltagit i turneringen, med över 140 000 spelare, tränare, lagledare etc.
Nuvarande eller f.d. proffsspelare som deltagit i Kokkola Cup som juniorer inkluderar bl.a. Andy Marshall (Norwich, Ipswich, Millwall, Coventry), Jimmy Nielsen (Leicester City), Craig Bellamy (Norwich, Coventry, Newcastle, Blackburn, Liverpool, West Ham), Adam Drury (Norwich), Danny Mills (Norwich, Charlton, Leeds, Manchester City), Simon Davies (Tottenham, Everton, Fulham) och Matthew Etherington (Tottenham, West Ham). Flera finländska fotbollsproffs har också deltagit i Kokkola Cup under årens lopp.

### Uppvisningsmatcher vid Kokkola Cup
Turneringen har haft engelska toppklubbar från Premier League, West Ham United 1987 och Norwich City FC 1991 med i Kokkola Cup Show för uppvisningsmatcher. I West Ham spelade bl.a. Tony Cottee, Frank McAvennie, Alvin Martin, Billy Bonds, Alan Devonshire, Mark Ward m.fl. I Norwich spelade bl.a. Robert Fleck, Bryan Gunn, Darren Beckford, Dale Gordon m.fl. West Ham leddes av legendariske managern John Lyall och Norwich av Dave Stringer. Åren 1988 och 1990 gästades turneringen av de brasilianska lagen Parque da Mooca och Iguatemi Club (18-20-åringar) och 1992 av FC Panerys från Vilnius i Litauen. Panerys spelade i högsta ligan i hemlandet och hade i sina led en rad landslagsspelare i truppen, varav flera sedermera blev professionella ute i Europa.
Under senare år har GBK:s representationslag ofta spelat seriematch i samband med Kokkola Cup Show.

### Övrigt
CupBussarna har sedan starten rullat i Karleby under turneringsdagarna och i flera års tid dessutom mött lag i färjeläget i Vasa. CupTåget startade 1998 och har blivit en succé. Matchprogram och resultatservice har sedan flera år varit tillgängliga via Internet, liksom resultatservice via mobiltelefon. CupBåten mellan Umeå och Vasa har också under årens lopp haft specialpris på biljetterna, varefter CupBussen har skött om transporten från Vasa till Karleby.
Åke Lindmans filmteam gjorde 1984 en 50 minuter lång dokumentär från Kokkola Cup 84 och FST gjorde 1996 ett 45 min. långt program om turneringen.
Det ordnas aktiviteter i Karleby under Kokkola Cup, bl.a. på gågatan i centrum. Fritidscentret har varit uppskattat av turneringsdeltagarna och samarbete har också gjorts med Back to the Sixties runt själva öppningen av turneringen och med musikprogram under öppningskvällen. Kokkola Cup Disco har varit populärt bland turneringsdeltagarna och ungdomarna på orten. 